# Rémi Pillot
Rémi Pillot (Besançon, 27 juli 1990) is een Frans voetballer die als doelman speelt.

## Clubcarrière
Pillot werd in 2009 bij de eerste ploeg van AS Nancy gehaald. Hij debuteerde tijdens het seizoen 2010-2011 in de Ligue 1. Het seizoen erna mocht hij opnieuw eenmaal opdraven. Op 6 augustus 2012 plukte KV Kortrijk Pillot transfervrij weg bij AS Nancy. Hij werd aanvankelijk als derde doelman gehaald maar na het vertrek van Kristof Van Hout werd hij tweede doelman na Darren Keet. Pillot speelt wel alle bekerwedstrijden. Hij debuteerde voor KVK op 26 september 2012 in de beker tegen tweedeklasser WS Woluwe. KV Kortrijk won de wedstrijd met 1-2 en stootte zo door naar de volgende ronde. In de twee volgende rondes, tegen RAEC Mons en STVV (heen- en terug), hield hij telkens de nul op het bord. Op 3 maart 2013 verloor KVK in de heenronde van de halve finale van de beker thuis met 1-2 van Cercle Brugge, dat op dat moment laatste stond in de competitie. Pillot moest zich tweemaal omdraaien, na doelpunten van Kristof D'Haene en Mushaga Bakenga. In de terugwedstrijd werden verlengingen afgedwongen. In die verlengingen schoot de Nigeriaan Michael Uchebo Cercle Brugge naar de Heizel. Pillot zag zo na een sterke bekercampagne de finale aan zijn neus voorbijgaan. Op 4 mei maakte hij zijn competitiedebuut op de laatste speeldag van Play-off II tegen Lierse SK. KV Kortrijk speelde met een onuitgegeven elftal. Hij incasseerde drie tegendoelpunten. Op 12 juli 2013 werd zijn contract met twee jaar verlengd. In 2016 ging hij naar LB Châteauroux waarmee hij in 2017 de Championnat National won en naar de Ligue 2 promoveerde.

## Frans jeugdinternational
Pillot werd verschillende malen geselecteerd voor de Franse jeugdploegen. Hij speelde zeven wedstrijden voor Frankrijk -19 en twee voor Frankrijk -20.

## Clubstatistieken
| Seizoen     | Club           | Competitie             | Competitie | Competitie | Beker | Beker | Internationaal | Internationaal | Totaal | Totaal |
| Seizoen     | Club           | Competitie             | Wed.       | Dlp.       | Wed.  | Dlp.  | Wed.           | Dlp.           | Wed.   | Dlp.   |
| ----------- | -------------- | ---------------------- | ---------- | ---------- | ----- | ----- | -------------- | -------------- | ------ | ------ |
| 2012/13     | KV Kortrijk    | Jupiler Pro League     | 1          | 0          | 6     | 0     | —              | —              | 7      | 0      |
| 2013/14     | KV Kortrijk    | Jupiler Pro League     | 0          | 0          | 0     | 0     | —              | —              | 0      | 0      |
| 2014/15     | KV Kortrijk    | Jupiler Pro League     | 0          | 0          | 0     | 0     | —              | —              | 0      | 0      |
| 2015/16     | KV Kortrijk    | Jupiler Pro League     | 0          | 0          | 0     | 0     | —              | —              | 0      | 0      |
| Club Totaal | Club Totaal    | Club Totaal            | 1          | 0          | 6     | 0     | 0              | 0              | 7      | 0      |
| 2016/17     | LB Châteauroux | Championnat National   | 14         | 0          | 4     | 0     | —              | —              | 18     | 0      |
| 2017/18     | LB Châteauroux | Ligue 2                | 9          | 0          | 1     | 0     | —              | —              | 10     | 0      |
| 2018/19     | LB Châteauroux | Ligue 2                | 31         | 0          | 2     | 0     | —              | —              | 33     | 0      |
| 2019/20     | LB Châteauroux | Ligue 2                | 14         | 0          | 0     | 0     | —              | —              | 14     | 0      |
| 2020/21     | LB Châteauroux | Ligue 2                | 2          | 0          | 0     | 0     | —              | —              | 2      | 0      |
| Club Totaal | Club Totaal    | Club Totaal            | 70         | 0          | 7     | 0     | 0              | 0              | 77     | 0      |
| 2021/22     | Les Herbiers   | Championnat National 2 | 19         | 0          | 0     | 0     | —              | —              | 19     | 0      |
| 2022/23     | Les Herbiers   | Championnat National 2 | 27         | 0          | 3     | 0     | —              | —              | 30     | 0      |
| Club Totaal | Club Totaal    | Club Totaal            | 46         | 0          | 3     | 0     | 0              | 0              | 49     | 0      |
| TOTAAL      | TOTAAL         | TOTAAL                 | 117        | 0          | 16    | 0     | 0              | 0              | 133    | 0      |